# Campeonato Mundial de Luge de 2011
O Campeonato Mundial de Luge de 2011 foi a 40ª edição da competição, que foi disputada entre os dias 28 e 30 de janeiro na cidade de Cesana, Italia.

## Medalhistas
| Evento                        | Ouro                                       | Ouro      | Prata                                         | Prata     | Bronze                             | Bronze    |
| Individual masculino detalhes | ITA Armin Zöggeler                         | 1:43.538  | GER Felix Loch                                | +0.021    | GER Andi Langenhan                 | +0.475    |
| Individual feminino detalhes  | GER Tatjana Hüfner                         | 1:33.969  | GER Natalie Geisenberger                      | +0.274    | CAN Alex Gough                     | +0.444    |
| Duplas detalhes               | AUT Áustria Andreas Linger Wolfgang Linger | 1:33.280  | ITA Itália Christian Oberstolz Patrick Gruber | +0.232    | LAT Letônia Andris Šics Juris Šics | +0.448    |
| Revezamento misto por equipes | Cancelado                                  | Cancelado | Cancelado                                     | Cancelado | Cancelado                          | Cancelado |

## Quadro de medalhas
| Ordem | País     |   |   |   |   |
| 1     | Alemanha | 1 | 2 | 1 | 4 |
| 2     | Itália   | 1 | 1 |   | 2 |
| 3     | Áustria  | 1 |   |   | 1 |
| 4     | Canadá   |   |   | 1 | 1 |
| 4     | Letónia  |   |   | 1 | 1 |